# Chlorek manganu(II)
Chlorek manganu(II), MnCl
2 – nieorganiczny związek chemiczny, sól kwasu solnego i manganu na II stopniu utlenienia.

## Właściwości
Chlorek manganu to różowoczerwone ciało stałe. Jest rozpuszczalny w wodzie.

## Otrzymywanie
Można go otrzymać w reakcji kwasu solnego z:
- manganem: Mn + 2 HCl → MnCl
2 + H
2
- węglanem manganu(II): MnCO
3 + 2 HCl → MnCl
2 + H
2O + CO
2
- tlenkiem manganu(IV): MnO
2 + 4 HCl → MnCl
2 + 2 H
2O + Cl
2

## Toksyczność
Działa szkodliwie po połknięciu. Mogą wystąpić mdłości oraz ataksja.

## Pierwsza pomoc
Przy kontakcie z oczami lub skórą należy jak najszybciej zmyć substancję dużą ilością wody, natomiast po spożyciu należy podać dużą ilość wody i spowodować wymioty.

## Przechowywanie substancji
Substancję należy przechowywać w temperaturze pokojowej. Należy unikać jej styczności z metalami alkalicznymi i cynkiem.

## Hydraty
Chlorek manganu(II) może także występować w postaci dihydratu lub tetrahydratu.